# Kazań Ariena
Kazań Ariena (ros. Казань Арена, wcześniej „Rubin Park Arena”) – stadion piłkarski położony w rosyjskim Kazaniu, będący nowym stadionem miejscowej drużyny piłkarskiej Rubin Kazań, zastępując dotychczasowy stadion Centralny. Na obiekcie odbywały się zawody w ramach Uniwersjady w roku 2013, mecze Mistrzostw Świata 2018 oraz Pucharu Konfederacji 2017.
Ponadto odbyły się tam również Mistrzostwa Świata w Pływaniu w 2015 roku, gdyż w skład kompleksu wchodzi również Pałac Sportów Wodnych, z dwoma basenami olimpijskimi.
W dniu 31 stycznia 2013 roku ogłoszono, że stadion będzie nosił nazwę „Kazań-Arena”.
Od 7 listopada 2019 roku nosi stadion nazwę „Ak Bars Arena”.

## Projekt i budowa
Początkowo koszt budowy szacowany był na ok. 250 milionów dolarów (około 7,68 mld RUB), podczas inspekcji postępów prac budowlanych w 20 marca 2013 roku, całkowity koszt kompleksu wzrósł do około 12,5 mld rubli. Koncepcja architektoniczna stadionu został wykonane przez amerykańską firmę Populous, powszechnie znaną z projektowania złożonych obiektów sportowych na całym świecie, takich jak Emirates Stadium czy Stadion Wembley. Zdaniem architektów tego biura, nowa arena piłkarska w Kazaniu z lotu ptaka ma przypominać lilię wodną.
Pierwsze prace na placu budowy rozpoczęły się w 2009 roku, ceremonii wmurowania kamienia węgielnego odbyła się 5 maja 2010 roku udział wzięli w niej przewodniczący rosyjskiego rządu Władimir Putin, oraz przedstawiciele miasta. Ceremonię otwarcia stadionu planowano początkowo na 9 maja 2013 roku, ostatecznie uroczyste otwarcie nastąpiło 6 lipca tego samego roku, w dniu otwarcia Letniej Uniwersjady.

## Dane techniczne
Ogólna charakterystyka kompleksu:
- Powierzchnia zabudowy stadionu wynosi około 41,4 ha
- Liczba miejsc – 45 000
- Powierzchnia zabudowy stadionu – 74 419 m ²[1]
- Powierzchnia całkowita stadionu – 126 364 m ²[1]
- Całkowita wysokość stadionu – 47,2 metrów[1]
- W skład kompleksu będzie wchodzić:
  - 10 tys. miejsc parkingowych[2].
  - Pałac Sportów Wodnych, z dwoma basenami[2][7].
  - Park rekreacyjny wokół stadionu[7]
  - Marina[7] zlokalizowana podobnie jak cały stadion nad rzeką Kazanka[1].
  - Skatepark[7]